# Belle Isle (Flórida)
Belle Isle é uma cidade localizada no estado americano da Flórida, no condado de Orange. Foi incorporada em 1924.

## Geografia
De acordo com o United States Census Bureau, a cidade tem uma área de 13,2 km², onde 6 km² estão cobertos por terra e 7,2 km² por água.

### Localidades na vizinhança
O diagrama seguinte representa as localidades num raio de 8 km ao redor de Belle Isle. 

## Demografia
Segundo o censo nacional de 2010, a sua população é de 5 988 habitantes e sua densidade populacional é de 992,27 hab/km². Possui 2 625 residências, que resulta em uma densidade de 435 residências/km².